# 1007
| 1007               |
| ------------------ |
| Dødsfald - Fødsler |
|                    |

| Gregoriansk kalender | 1007 MVII               |
| Ab urbe condita      | 1760                    |
| Armensk kalender     | 456 ԹՎ ՆԾԶ              |
| Kinesiske kalender   | 3703 – 3704 丙午 – 丁未 |
| Etiopisk kalender    | 999 – 1000              |
| Jødisk kalender      | 4767 – 4768             |
| Hindukalendere       |                         |
| - Vikram Samvat      | 1062 – 1063             |
| - Shaka Samvat       | 929 – 930               |
| - Kali Yuga          | 4108 – 4109             |
| Iransk kalender      | 385 – 386               |
| Islamisk kalender    | 397 – 398               |

Konge i Danmark: Svend Tveskæg 986/87-1014
Se også 1007 (tal)